# Tram van Naumburg
De tram van Naumburg rijdt sinds 1892 (met enkele onderbrekingen) in Naumburg (Saale) in de Duitse deelstaat Saksen-Anhalt over een ringvormig traject. Sinds 1994 wordt nog slechts een deel van de ringlijn bediend. De thans door de Naumburger Straßenbahn GmbH uitgebate metersporige lijn werd tijdens het DDR-tijdperk vaak ook Wilde Zicke genoemd. Het is thans het kleinste trambedrijf van Duitsland en ook één der kleinste in Europa.

## Geschiedenis

### Stoomtram (1892-1906)
Na de aanleg van de Thüringer Bahn en de bouw van het station van Naumburg, ontstond ook de wens om het station beter te verbinden met het historisch stadscentrum. Het Hauptbahnhof lag immers circa één kilometer van het centrum maar ook circa 40 meter lager. Nadat twee projecten voor de aanleg van een paardentram in 1860 en 1880 mislukten, werd in 1889 een stedelijk Comité opgericht voor de bouw van een tram. Door de sterke hellingen, kwam een paardentramlijn niet in aanmerking en gezien een elektrische tram te duur uitviel, stelde het Comité een exploitatie met stoomlocomotieven voor. Volgens de oorspronkelijke plannen zou het traject binnen enkele jaren verlengd worden.
In 1891 werd aan de verantwoordelijke ingenieur Georg von Kreyfeld uit Halle uiteindelijk de concessie gegeven om de eerste lijn voor de duur van 40 jaar uit te baten. De bouw werd enkele jaren vertraagd omwille van financiële problemen. Von Kreyfeld verkocht daarop zijn concessie aan een onderneming in Wittenberg. Deze begon evenmin met de bouw van de tramlijn, maar kon de plannen anderzijds wel omsmeden tot een elektrische tram. Ook dat bedrijf wilde de concessie echter opnieuw verkopen. De stad kon de nodige financiële middelen niet bijeen brengen, met als gevolg dat op 18 juni 1892 de Naumburger Straßenbahn Aktiengesellschaft opgericht werd. Het hiervoor benodigde kapitaal werd aangebracht door talrijke geïnteresseerde burgers van Naumburg die aandelen kochten.
Een week later kocht de nieuw opgerichte onderneming de concessie met de optie om na de afloop ervan, het eigendom over te dragen aan de stad. Kort daarop begon de aanleg. In juli begon de montage van de eerste sporen en in september kwamen de eerste trams in Naumburg aan. De feestelijke opening vond plaats op 15 september 1892. De inkomsten bleven de eerste jaren aanzienlijk lager dan verwacht en in april 1894 werd de exploitatie gedurende een week stilgelegd gezien het dagelijks verlies opliep tot 30 à 40 Duitse mark. Ook geplande uitbreidingen van het traject konden wegens gebrek aan middelen niet uitgevoerd worden. Daarom werd buitenlands kapitaal gezocht dat de exploitatie van de tram zou overnemen. Deze pogingen mislukten en daarom ging het bedrijf in 1900 failliet. De stad nam de exploitatie en later ook de voertuigen en infrastructuur over.
De financiële problemen konden in de volgende jaren opgelost worden maar de technische problemen namen toe en de toezichthoudende Preußische Staatseisenbahnen eiste een volledige vernieuwing van de infrastructuur alsook nieuwe voertuigen. Onder de leiding van burgemeester Kraatz werd in de komende zes jaar de verbouwing gepland naar elektrische uitbating. De stoomtram reed voor het laatst op 25 oktober 1906. De voertuigen en de sporen werden spoedig daarna verkocht of verschroot.

### Elektrische ringlijn (1907-1991)

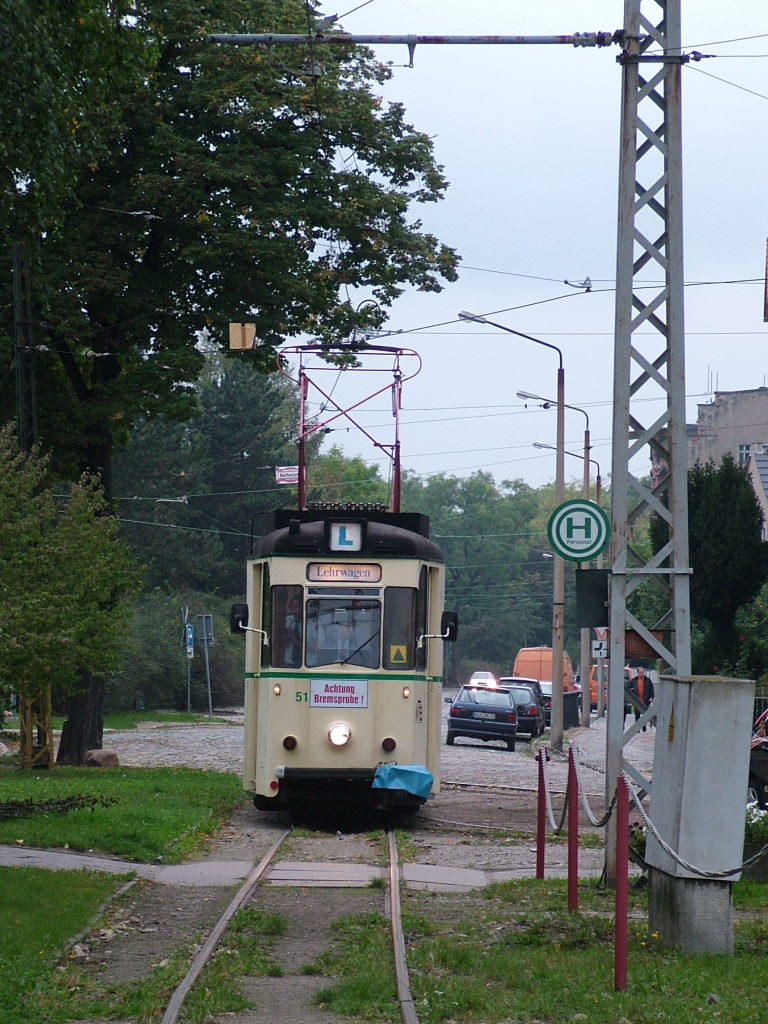
Motorwagen 51 onderweg als rijschooltram

In mei 1906 besloot de gemeenteraad tot de bouw van een elektriciteitscentrale en een elektrische tram. Kort daarvoor was het startschot gegeven voor de eerste werkzaamheden. Het traject van de stoomtram werd behouden en slechts met enkele honderden meters verlengd van de Wenzelstor tot aan de Salztor.
In oktober 1906 begon de bouw van het nieuwe traject en de elektrificatie van de bestaande lijn. Op 5 december werd de concessie voor de exploitatie verleend. Tien dagen later startte de elektriciteitscentrale op en konden de eerste proefritten plaatsvinden. Na ongeveer twee maand nam de elektrische tram op 2 januari 1907 de exploitatie over; er werd om de tien minuten gereden. Een rit kostte 10 Pfennig. Daar de tram een winst genereerde, verhoogde de stad als eigenaar de prijs van de elektriciteit in aanzienlijke mate.
Buiten de voorgestelde ringlijn werd in de volgende jaren discussie gevoerd over verschillende uitbreidingsplannen; in 1910 werd de lijn alvast verlengd van Salztor naar Michaelisstraße. Na de afwerking van deze verlenging, werd de ring in 1914 eindelijk gesloten door de verlenging over de Moritzberg naar het station (Hauptbahnhof). Vanaf Pasen reden de trams in beide richtingen door de stad. Plannen voor andere trajecten kwam op tafel, onder andere naar de naburige stad Bad Kösen, maar tot de aanleg kwam het nooit.
Tijdens de Eerste Wereldoorlog en de sterke inflatie van de jaren 1910 en 1920 werd het tramaanbod sterk beperkt en de ritprijs aanzienlijk verhoogd. Met deze maatregelen kon de exploitatie het nog tot eind 1923 rekken, maar nadien werd de tram tot aan de invoering van de Reichsmark in 1924  stilgelegd, vooral omdat de voertuigen en infrastructuur sterk aan het degraderen waren en dus opgeknapt moesten worden. Vanaf 1928 verbeterde de situatie zich: de ring werd opnieuw in beide richtingen bereden nadat deze door een gebrek aan voertuigen gedurende drie jaar slechts in één richting werd uitgebaat. De economische opleving deed nieuwe plannen ontstaan om het net uit te breiden, maar de Grote Depressie van de vroege jaren 1930 doorkruisten deze ideeën.
Niettegenstaande de verbetering van de economische toestand, bleef de tram kampen met financiële problemen, vooral omdat de stad nog steeds de verhoogde elektriciteitsprijs inde, die ingevoerd was bij het begin van de elektrische tractie. De medewerkers van de werkplaats hielden de exploitatie van de tram overeind, ook wanneer daarvoor talrijke verschillende maatregelen moesten genomen worden. Gezien de dan voorhanden zijnde trams de economisch meest gunstige oplossing waren, werd de vervanging van de tram door trolleybussen of autobussen op dat ogenblik niet overwogen.
Eigenlijk had de tram op het einde van de jaren 1930 vanuit veiligheidstechnisch oogpunt een tijd stilgelegd moeten worden, omdat de technische toestand sterk verslechterd was. Dit werd verhinderd door het begin van de Tweede Wereldoorlog in 1939. Als enige maatregel werd de ring nog slechts in één richting bereden. Nadat meerdere voertuigen door grotere schade niet meer rijvaardig waren, werd de exploitatie in 1940 tijdelijk stilgelegd en na het herstel van de voertuigen hervat. Van 1943 tot 1945 stond de tram tussen de postkantoren aan het station en die aan de tramremise ook in voor het posttransport, gezien de post niet langer over voldoende voertuigen beschikte.
Op 12 april 1945, enkele weken voor het einde van de oorlog, werd de stad Naumburg zwaar getroffen door een Amerikaans bombardement. Ook de tram werd zwaar beschadigd. De exploitatie werd opnieuw gedurende meerdere maanden stilgelegd. Vanaf september 1945 kon de exploitatie worden hervat, maar slechts in één richting. Nadat de stad eerst bezet werd door het Amerikaans leger, kwam ze later in de Sovjet-bezettingszone terecht en vanaf 1949 in de Duitse Democratische Republiek.
Bij het begin van het eerste vijfjarenplan werd de stadstram omgezet in een stedelijk Volkseigener Betrieb (VEB). In het midden van de jaren 1950 werden het tractiestation, de werkplaats en de schuilhuisjes aan de haltes gemoderniseerd en de sporen vernieuwd.
Vanaf 1957 werd de ringlijn na circa 20 jaar opnieuw in beide richtingen bereden, met de klok mee als lijn 1 en tegen de klok in als lijn 2. De reizigersaantallen stegen sterk, vooral omdat veel inwoners van Naumburg de tram gebruikten om naar het werk of het station te rijden. Door het in dienst nemen van de eerste buslijnen, was de tram tegen het einde van de jaren 1950 niet het enige openbaarvervoermiddel meer in Naumburg. Om kosten te besparen werd in 1962 de conducteur op de tram afgeschaft, waardoor de tram nog enkel met één personeelslid werd bediend. In plaats van de trams uit te rusten met de anders gebruikelijke betaalkast, werd het rijdend personeel voorzien van een primitief in elkaar getimmerde triplexdoos. Het rijdend personeel dat de tram aan het station moest doorlopen om de ritprijs te ontvangen, gaf aan die dozen snel de spotnaam Bettelbüchse. Door de onaantrekkelijkheid van de tram van Naumburg, overwogen de stedelijke verantwoordelijken herhaaldelijk - zoals ook in andere kleinere steden van de DDR - om het trambedrijf op te heffen.
De oliecrisis van 1973 gaf zekerheid het voortbestaan van de tram. Uit Halle werden negen oudere motorwagens van de firma Lindner overgenomen, waardoor het aanbod in het woon-werkverkeer kon worden verhoogd. Er werden zelfs opnieuw plannen gemaakt om de tram uit te breiden, maar het bleven plannen. In 1976 werd de ringlijn onderbroken omdat de binnenstad verkeersvrij werd gemaakt en de tram niet tot het voetgangersgebied werd toegelaten. In 1979 werd de exploitatie andermaal volledig onderbroken nadat de toezichthoudende overheid wezenlijke tekortkomingen had vastgesteld. Eigenlijk werd een verbussing van de lijn voorzien, maar de hoge olieprijs zorgde ervoor dat de lijn opnieuw werd opgeknapt en een maand later kon de exploitatie worden hervat.
Vanaf 1980 werden de sporen verder gesaneerd en de ring werd hersteld met een gewijzigd tracé langs de Stadtpromenade in plaats van over het marktplein zoals voorheen. Dit traject werd één jaar later gebouwd en vanaf 1982 was de exploitatie van de ringlijn opnieuw mogelijk. Tegelijk werden de vervoerbedrijven in de gehele DDR samengevoegd tot grotere kombinaten waardoor de tram van Naumburg onderdeel werd van het VEB Kraftverkehr Zeitz, dat op haar beurt deel uitmaakte van de VE Verkehrskombinat Halle. De spoorvernieuwing werd slechts op bepaalde deeltrajecten uitgevoerd door van een tekort aan materialen.

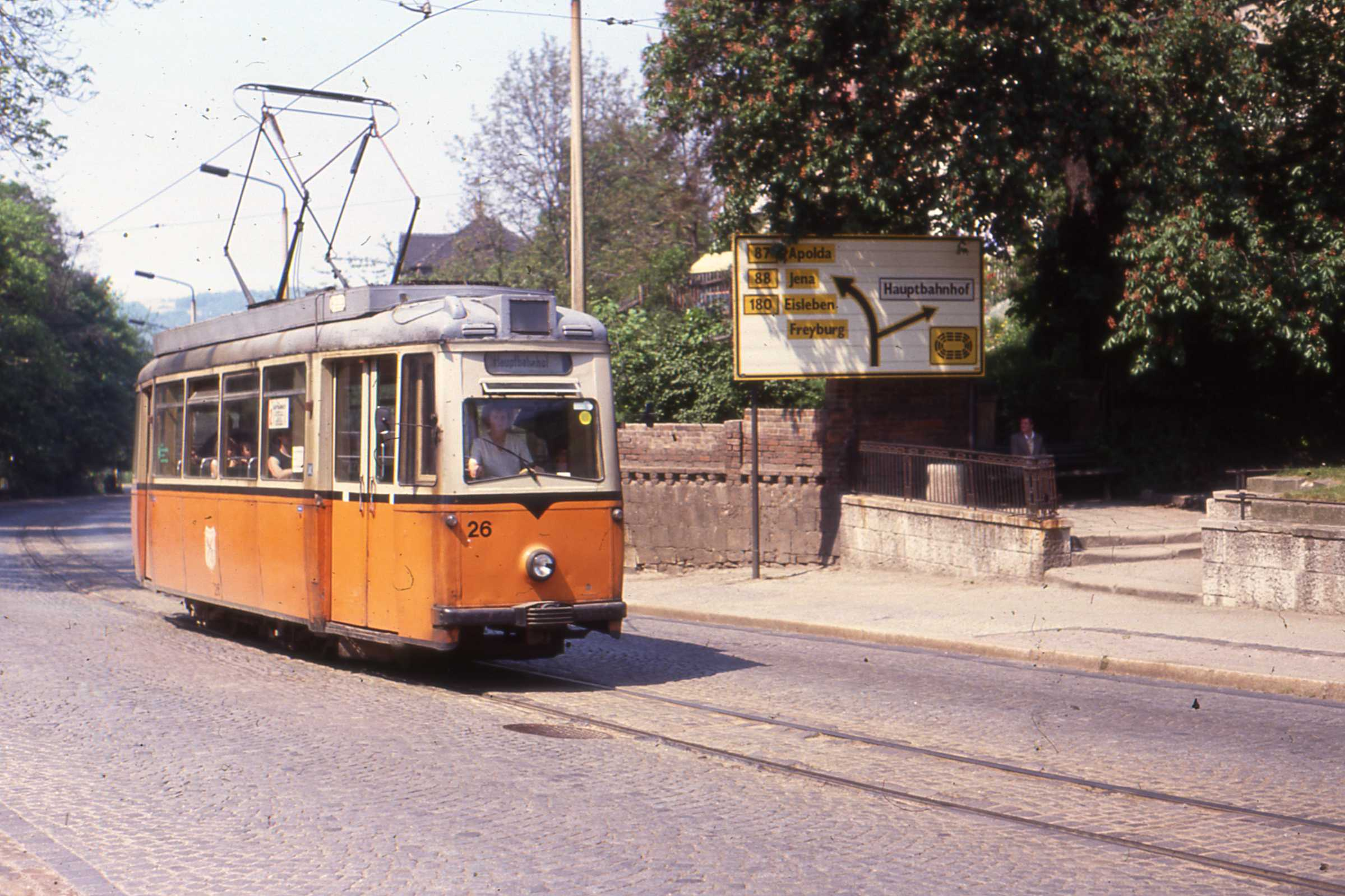
Motorwagen 26 in mei 1990 op het einde van het DDR-tijdperk

In januari 1986 werd de exploitatie andermaal gestaakt, om dringende vernieuwingen aan bijna alle infrastructuur te kunnen uitvoeren. Deze stap werd door vele waarnemers beschouwd als een heimelijke stopzetting van het trambedrijf. Na achttien maanden door een bus vervangen te zijn, werd de exploitatie in juni 1987 hervat, maar enkel tegen de klok in (lijn 1). Met de overname van een eerste bijwagen werd de lijn voortaan in met de klok mee uitgevoerd, omdat het stijgingspercentage van het traject over de Moritzberg slechts in deze richting een exploitatie met bijwagens toeliet.
De Duitse hereniging in 1990 met de overgang van de geplande staatseconomie naar een marktgeleide economie, de sterke toename - zoals in veel andere steden - van het individueel verkeer en de stopzetting van heel wat economische activiteiten, leidden tot een sterke achteruitgang van het reizigersaantal. Elders werden tweedehandstrams uit West-Duitsland overgenomen of de beschikbare trams en infrastructuur gemoderniseerd, maar de tram van Naumburg vormde hierop een uitzondering. De beschikbare infrastructuur bevond zich in een zeer slechte toestand en liet zonder grote investeringen enkel de inzet van tweeassige trams toe. Vernieuwing zou twaalf miljoen Duitse Mark kosten. Omdat de stad deze kosten niet kon dragen, kwam de vervanging van de tram door een (trolley)bussen opnieuw ter sprake.
Enkele burgers uit Naumburg stichtten in 1990 een vereniging tot het behoud van de tram. Deze deed verwoede pogingen om exploitatiemiddelen uit andere steden te verwerven. De bevoegde autoriteiten reageerden op geen enkel ogenblik op het aanbod en ook een aanvraag tot de erkenning van een beschermd monument werd verworpen. De stad nam de tram uiteindelijk over en voerde enkele dringende herstelwerkzaamheden uit, maar meerdere voorstellen om de tram op langere termijn te borgen bleven zonder gevolg. De concessie verliep in maart 1991, maar de exploitatie liep nog door tot 18 augustus 1991 toen de lijn omwille van werkzaamheden opnieuw werd stilgelegd.

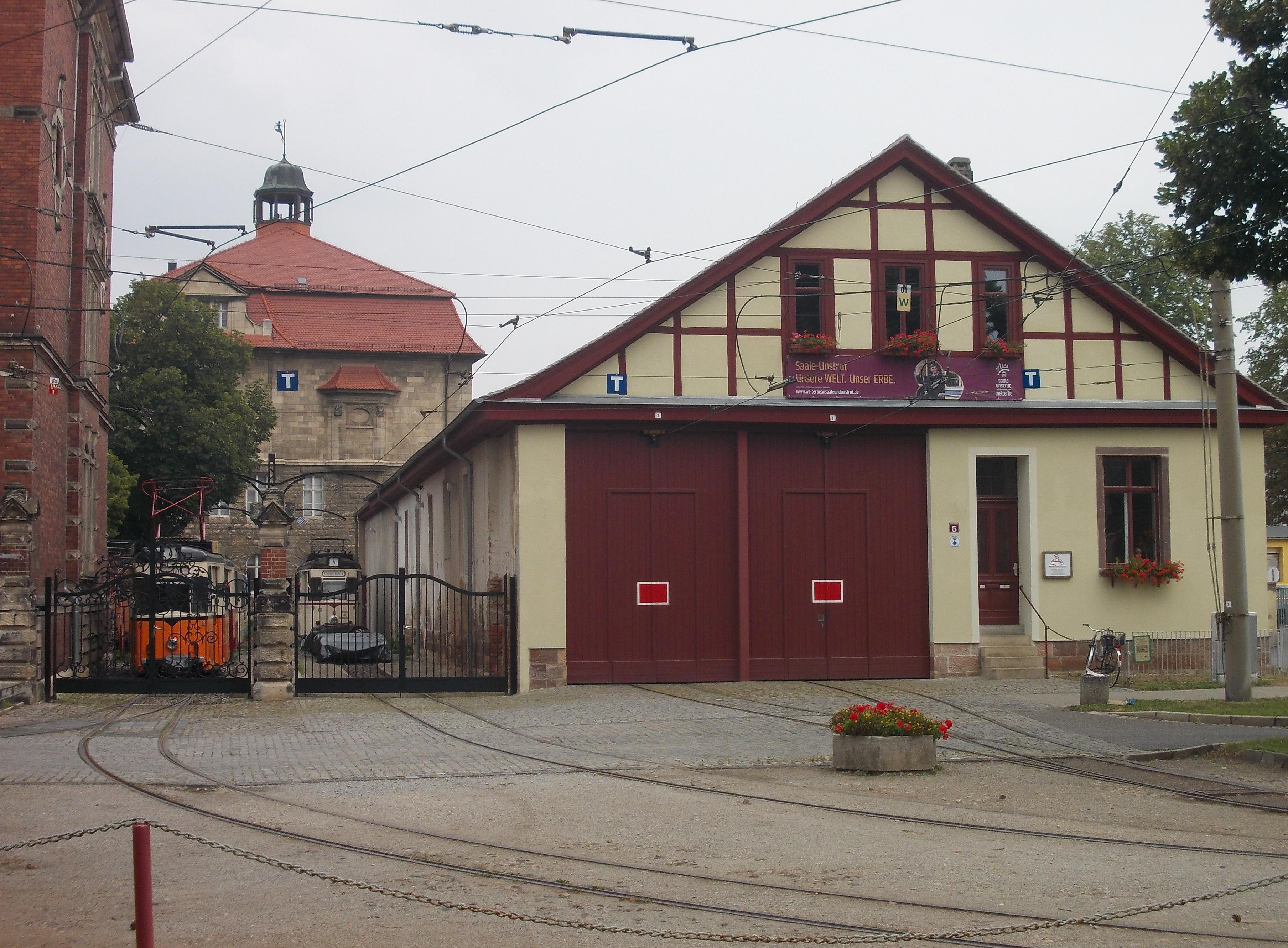
De tramremise

Het plan was om de exploitatie na vier maand te hervatten, maar het voortslepen van de werkzaamheden zorgde ervoor dat niet van alle fondsen gebruik kon gemaakt worden. De werkzaamheden werden daarna gestaakt en de lijn was op meerdere plaatsen onderbroken. In april 1992 nam de stad de tram officieel over van de Treuhandanstalt, de meeste werknemers werden ontslagen en de overige werden ingezet op de veerdienst over de Saale.
Voor het 100-jarig jubileum van de tram in 1992 werden op een kort traject in de omgeving van de remise enkele speciale ritten uitgevoerd. Kort daarna werden de overgebleven sporen op meerdere plaatsen - tot groot ongenoegen van de vereniging - met asfalt bedekt, hoewel officieel vastgehouden werd aan het voortbestaan van de tram. In het volgende jaar hadden de particuliere aandeelhouders het idee voor een toeristische tram, wat ook de goedkeuring kreeg van de gemeenteraad.

### Heropbouw (1994–2005)
Op 14 maart 1994 richtten de aandeelhouders Andreas Plehn (Naumburg), Robert Wittek (Heidelberg), Günther Weiße (Naumburg) en Joachim Friedrich (Darmstadt) de Naumburger Straßenbahngesellschaft mbH op met als eerste doel om de enige ringtramlijn in Europa toeristisch op de kaart te zetten. Weldra begon het gezelschap met de renovatie van enkele deeltrajecten van de voormalige ring. Met de ondersteuning van de verzamelaars Friedrich, die een groter aantal tramvoertuigen bezaten, konden op 25 juni 1994 de eerste ritten met een paardentram worden hervat en dit na een quasi stillegging van de lijn sinds 1991. In november kon de vennootschap ook de voertuigen en de infrastructuur van de stad pachten. De voor twintig jaar afgesloten overeenkomst voorzag in de heringebruikname van de volledige ringlijn. In 1995 was het traject tussen Theaterplatz en Jägerplatz al opnieuw klaar voor elektrische exploitatie.
In de volgende jaren werd de verdere uitbouw beïnvloed door een gespannen relatie tussen de stad en de initiatiefnemers. Terwijl enkele niet langer berijdbare sporen vernieuwd werden, werd de niet-bereden infrastructuur op andere plaatsen verwijderd. Als compromis verzaakte de vennootschap in 1999 aan de heraanleg van de sporen tussen Salztor, via Moritzberg naar het station. Als tegenprestatie kregen de behoeders van de tram de zekerheid over het behoud van het traject tussen het station en Salztor via de Jäger- en Theaterplatz. Door de herinrichting van het stationsplein en de overbouwing over het voormalige traject werd het doel tot sluiten van de ring in 1999 voorgoed begraven. Omdat de tram niet langer voor het station kon rijden, verschoof het eindpunt circa 200 meter in zuidoostelijke richting.
Vanaf 1999 was de exploitatie na verdere herstelwerkzaamheden opnieuw mogelijk tussen Jägerplatz en Vogelwiese. Vanaf april 1999 verkreeg het bedrijf ook de toestemming om regulier vervoer met een vaste dienstregeling te organiseren. Tot dan toe moest voor het uitvoeren van ritten telkens een uitzondering worden aangevraagd. In 2001 verklaarde de toenmalige burgemeester Preißer dat het traject van de ringlijn vrij zou gehouden worden om later eventueel opnieuw een ringtram mogelijk te maken. Ondanks deze aankondiging, stemde de gemeenteraad in met de ontmanteling van de sporen in de Roßbacher Straße, wat ongenoegen teweeg bracht bij de tramliefhebbers en de burgers van Naumburg.
Twee jaar later kon het vernieuwde traject van Jägerplatz tot de voorlopige halte Hauptbahnhof in gebruik worden genomen. Eind 2005 werd de nieuwe eindhalte Hauptbahnhof voor het hotel Kaiserhof in gebruik genomen.

### Hervatting en veiligstelling van de reguliere exploitatie
In 2006 reed de tram voor het eerst elk weekend van Pasen tot oktober. Vanaf 31 maart 2007 kwam het dagelijks verkeer weer op gang. De exploitatie gebeurde onder de naam Naumburger TouristenBahn. De lijn rijdt van maandag tot vrijdag van 05.45 tot 20.00 uur en tijdens de weekenden van 09.15 tot 18.00 uur om het halfuur tussen Hauptbahnhof en Vogelwiese. Bij evenementen in en rond Naumburg wordt de dienst soms verlengd tot in de nachtelijke uren, om de met de trein terugkerende reizigers nog van het station naar de binnenstad te kunnen vervoeren. Bovenop de standaarddienstregeling kunnen ook ritten op verzoek geboekt worden.
Gezien het stadsbusnet al bestond uit de lijnen 1 tot 3, kreeg de tram het lijnnummer 4, dat het soms al droeg sinds de start van het stadsbusnet. In 2007 vierde de tram, naast de honderdste verjaardag van de elektrificatie, ook de 115e verjaardag van zijn bestaan. Bij de start van de dagelijkse exploitatie steeg de prijs voor een enkele rit van €1 naar €1,50 (gereduceerd tarief: €1). Er bestaat echter ook een vierrittenkaarten voor €4,40 (gereduceerd tarief: €3 ) en een dagkaart van €4 (gereduceerd tarief: €3) die naast de tram ook geldig is op de stadsbussen. Verder zijn er ook week-, maand- en halfjaarabonnementen.
Eind 2008 begon de heraanleg van de halte Theaterplatz, die omgebouwd werd tot een overstaphalte tussen tram en bus. De spoorwerkzaamheden werden in december 2008 voltooid en de aanleg van de halte en het aangrenzende plein startte op 22 juni 2009.
Nadat de tram tussen maart 2007 en maart 2008 meer dan 73.400 en dagelijks circa 200 reizigers in reguliere dienst vervoerde, werd de dienstregeling uitgebreid. Vanaf het eind van 2009 reed de tram volgens een door de deelstaat Saksen-Anhalt ondersteund pilootproject met het gevolg dat het reizigersaantal steeg tot 120.000. Deze promotie liep echter af op 30 april 2010. De betrokken autoriteiten kregen tot dan de tijd om de juridische en financiële randvoorwaarden voor de voortzetting van de exploitatie uit te klaren, anders moest de reguliere exploitatie zoals in 1991 opgeheven worden. De deelstaat Saksen-Anhalt verklaarde zich bereid om de dagelijkse exploitatie financieel verder te blijven ondersteunen, onder de voorwaarde dat de tram zou geïntegreerd worden in het reguliere openbaar vervoer. De Kreistag (volksvertegenwoordiging) van Burgenlandkreis die het openbaar vervoer meefinancierde, verwierp dit voorstel in haar zitting van 1 maart 2010. Achter de schermen werd verder onderhandeld en de verkeersminister van Saksen-Anhalt Karl-Heinz Daehre stelde financiële middelen voor de voortzetting van de exploitatie in het vooruitzicht. Een op 10 december 2010 goedgekeurd amendement op een deelstaatwet besliste tot promotie van de tram van Naumburg als onderdeel van het openbaar vervoer en met financiering door de deelstaat. Daarmee was het trambedrijf voor het eerst sinds de feitelijke stillegging in 1991 verzekerd van een vaste financiering, waardoor ook de verdere exploitatie gewaarborgd was.

### Verdere uitbouw (2014–2017)
Op 11 november 2014 werd met een symbolische eerste schop de start gegeven voor de verlenging van de tramlijn van Vogelwiese tot Salztor. Deze circa 440 meter lange verlenging zal in 2017 in dienst komen. De spoorbedding wordt vernieuwd en de dwarsliggers vervangen. De werkzaamheden worden gefinancierd door giften; tot 2014 werd al meer dan 100.000 euro ingezameld.

## Traject

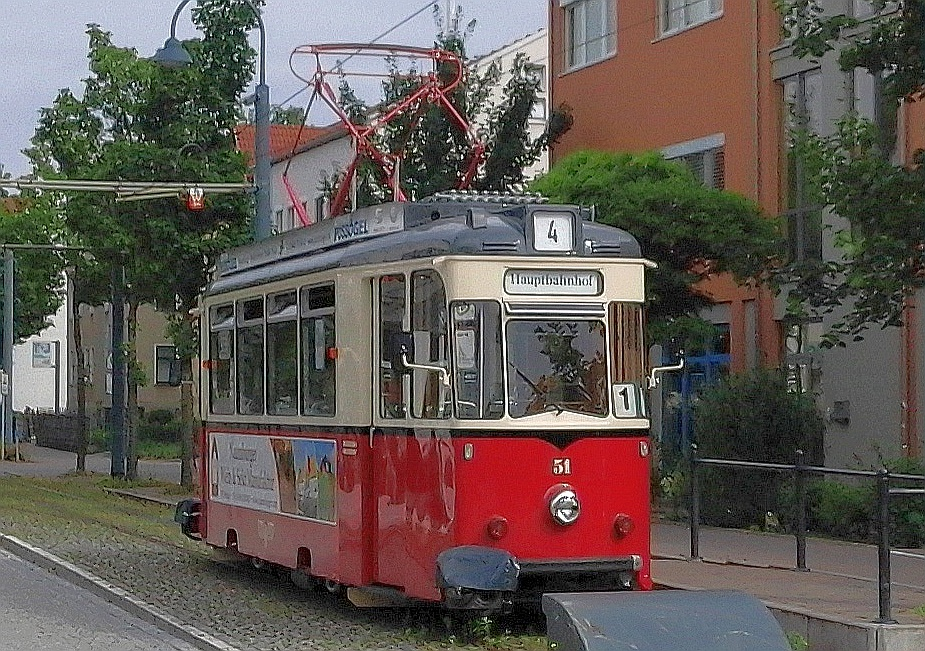
Motorwagen 51 op het nieuwe eindpunt Hauptbahnhof

Het thans nog in dienst zijnde traject start bij het station (Hauptbahnhof) naar de Noordwestelijke hoek van de oude stad, omgordt deze dan Noordelijk en Oostelijk langs de voormalige vestingmuur en eindigt aan zijn Zuidoostelijke hoek. Een nadeel is dat de tram rond de centrale toeristische attracties van de stad zoals de markt, oude stad en Dom rijdt.
Het huidige traject meet ongeveer 2,5 kilometer terwijl de volledige ringlijn circa 5,4 kilometer lang was. Met het traject Hauptbahnhof - Vogelwiese is ongeveer de helft van de voormalige ringlijn in exploitatie. De halte Salztor zal vanaf 2017 opnieuw in gebruik zijn. Op het gedeelte van de voormalige ring tussen de haltes Salztor en Moritzplatz zijn de sporen nog aanwezig onder een asfaltlaag. Tussen Moritzplatz en Markgrafenweg werden de aan de zijkant gelegen sporen verwijderd bij de heraanleg van de weg. Ook op het stationsplein zijn na een herinrichting geen sporen meer aanwezig. Daar bevond zich voordien een tweesporige eindhalte. De nieuwe eindhalte bevindt zich nu voor het nabij gelegen hotel Kaiserhof.
Nauwelijks nog zichtbaar is het voormalige, tot april 1976 bereden traject van de ringlijn door de binnenstad via de Postring, Lindenring, Herrenstraße, Markt, Jakobsstraße tot Theaterplatz. Op dit tracé zijn enkel nog resten van de sporen terug te vinden, op onder meer de Postring en op de Markt. Bij de wegwerkzaamheden in 2007-2008 werden intussen ook de sporen tussen de Michaelisstraße en Moritzplatz gedemonteerd. Bij de heraanleg van de wegen werd geen nieuw spoor meer voorzien. Daarmee verdwenen de nog aanwezige sporen aan het Othmarsfriedhof onder het asfalt.
Onderzoek in de jaren 2003 tot 2006 door de verkeersautoriteiten wees uit dat de nog bestaande maar buiten gebruik zijnde sporen die dateren van voor 1990 sowieso niet meer voldeden aan de huidige veiligheidseisen en zeker al aan vervanging toe waren.

## Voertuigen
In de eerste helft van de jaren 50 ontving Naumburg twee nieuwe trams van de tramfabriek VEB Lowa Waggonbau Werdau. Dit type LOWA ET50, de eerste standaardtram van de DDR, voldeed echter niet in Naumburg. Daarom werden in 1956/57 acht oudere trams overgenomen uit Leipzig, die voordien in de tramfabriek van Gotha omgebouwd en gemoderniseerd werden. Vanaf 1980 werd het park andermaal vernieuwd met tweedehandstrams van het net van Plauen en van Nordhausen. Omdat het trampark daardoor volgens DDR-normen al een grote verscheidenheid vertoonde, werd deze verzameling na de overname door de vereniging verder vervolledigd. Zo zijn thans nagenoeg alle types metersporige trams aanwezig die ooit in de DDR gefabriceerd werden. Daarnaast bezit het net nog een paardentramwagen uit 1894 van de fabrikant SIG en een in 1929 door Gottfried Lindner AG gebouwde goederenwagen.
Enkele voertuigen die door de vereniging in Naumburg onderhouden en gerestaureerd zijn rijden ondertussen als historische trams in Frankfurt (Oder), Jena en Chemnitz. Om financiële redenen moesten enkele voertuigen na 1991 worden gesloopt of verkocht aan particulieren. Zo bevindt de voormalige motorwagen 25 zich sinds juni 2010 als museummotorwagen in Staßfurt en de rijtuigkast van de voormalige bijwagen 13 (voorheen 007) als barwagen in de discotheek in de Kroppentalstraße in Naumburg. Van 1996 tot 2002 bevond zich in Naumburg ook de van de tram van Neuchâtel in Zwitserland overgenomen standaardwagen 582. Deze bevindt zich thans buiten bij een modelbaantentoonstelling in Wiehe. De in 1956 door VEB Waggonbau Gotha geleverde motorwagen 18 werd afgegeven aan het trammuseum van Halle (Saale) en draagt daar nu het nummer 15.
| Motorwagens |        |              |         |          |                   |                                                                               |
| Foto        | Nummer | Fabrikant    | Type    | Bouwjaar | In Naumburg sinds | Opmerking                                                                     |
|             | 17     | Lindner      |         | 1928     | 1978              | Thans in herstelling, wellicht van de zomer 2016 opnieuw in exploitatie       |
|             | 23     | LOWA / LEW   | ET54    | 1956     | 29 december 1981  | Museumtram, voorheen bij de smalspoorlijn Klingenthal–Sachsenberg-Georgenthal |
|             | 29     | LOWA / LEW   | ET54    | 1955     | 23 april 2004     | Voorheen werktram 29, sinds 20 augustus 2010 museumtram                       |
|             | 36     | Gotha / LEW  | T57     | 1961     | 18 november 2002  |                                                                               |
|             | 37     | Gotha / LEW  | T57     | 1959     | 21 februari 2003  | In exploitatie                                                                |
|             | 38     | Gotha / LEW  | T57     | 1960     | 20 februari 2003  | In exploitatie                                                                |
|             | 50     | Raw Sw / LEW | TZ 70/1 | 1971     | 2000              | In exploitatie                                                                |
|             | 51     | Raw Sw / LEW | TZ 70/1 | 1973     | 2001              | In exploitatie                                                                |
|             | 202    | Gotha / LEW  | G4-65   | 1965     | 1999              | Buiten dienst; als eenrichtingstram thans niet inzetbaar                      |
| Bijwagens   |        |              |         |          |                   |                                                                               |
| Foto        | Nummer | Fabrikant    | Type    | Bouwjaar | In Naumburg sinds | Toestand                                                                      |
|             | 1      | LOWA / LEW   | EB 50   | 1951     | 1985              | In restauratie                                                                |
|             | 14     | Gotha        | B 57    | 1959     | 10 januari 2003   | Buiten dienst                                                                 |
|             | 19     | Raw Sw / LEW | BZ70/1  | 1972     | 2001              | In exploitatie                                                                |